# 图埃哈尔
图埃哈尔，是西班牙巴伦西亚自治区巴伦西亚省的一个市镇。总面积122平方公里，总人口1218人（2001年），人口密度10人/平方公里。